# Gare de Hōshakuji
La gare de Hōshakuji (宝積寺駅, Hōshakuji-eki) est une gare ferroviaire située à Takanezawa, dans la préfecture de Tochigi au Japon. Elle est exploitée par la compagnie JR East. 
La gare est également un terminal de fret pour la JR Freight.

## Situation ferroviaire
La gare de Hōshakuji est située au point kilométrique (PK) 121,2 de la ligne principale Tōhoku (appelée sur ce tronçon ligne Utsunomiya). Elle marque le début de la ligne Karasuyama.

## Histoire
La gare a été inaugurée le 21 octobre 1899.

## Service des voyageurs

### Accueil
La gare dispose d'un bâtiment voyageurs, avec guichets, ouvert tous les jours.

### Desserte
- Ligne Utsunomiya :
  - voie 1 : direction Nasushiobara et Kuroiso
  - voie 2 : direction Utsunomiya, Ōmiya et Tokyo
- Ligne Karasuyama :
  - voie 3 : direction Karasuyama ou Utsunomiya

Installations
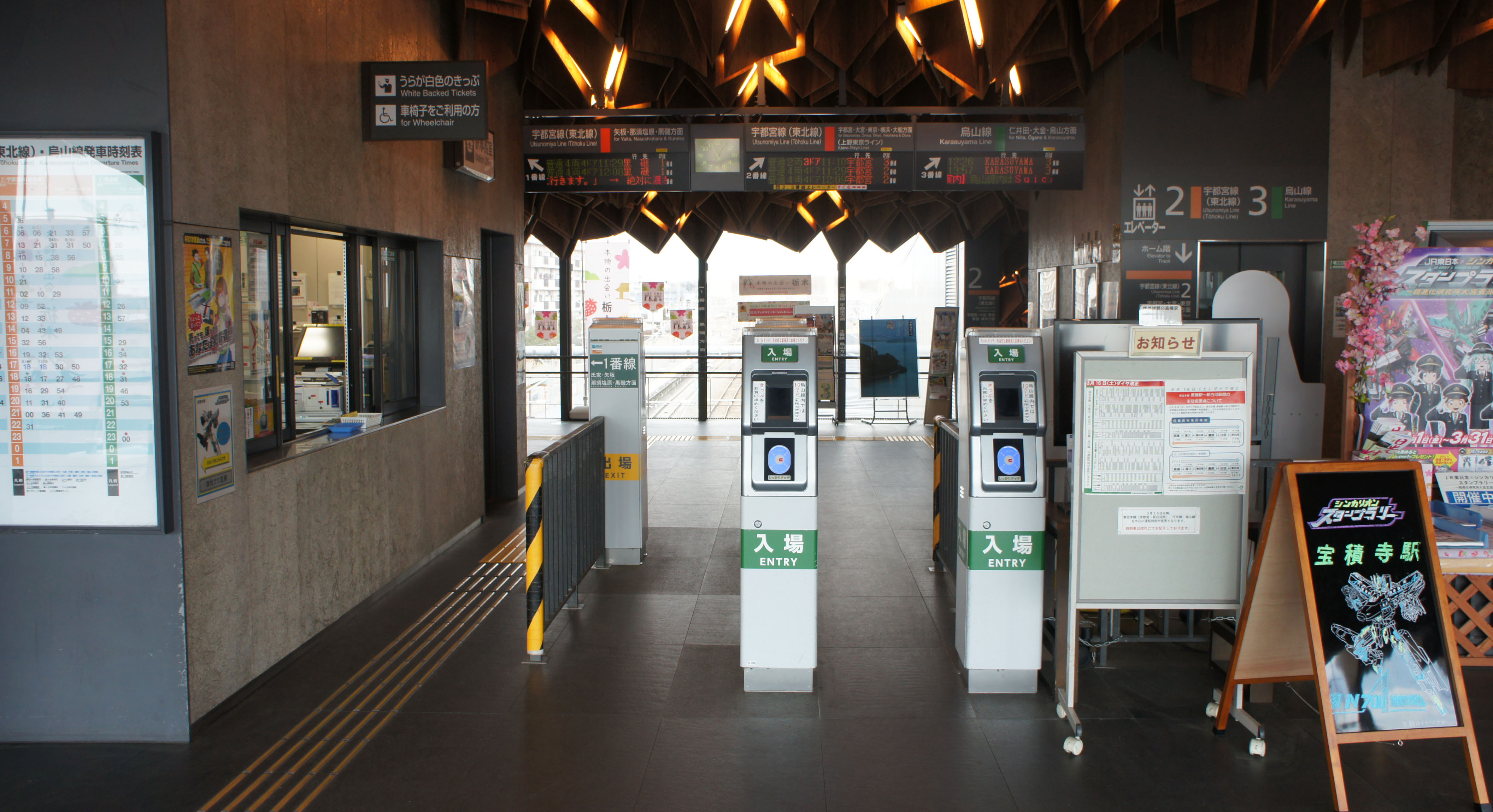
Barrière de contrôle.
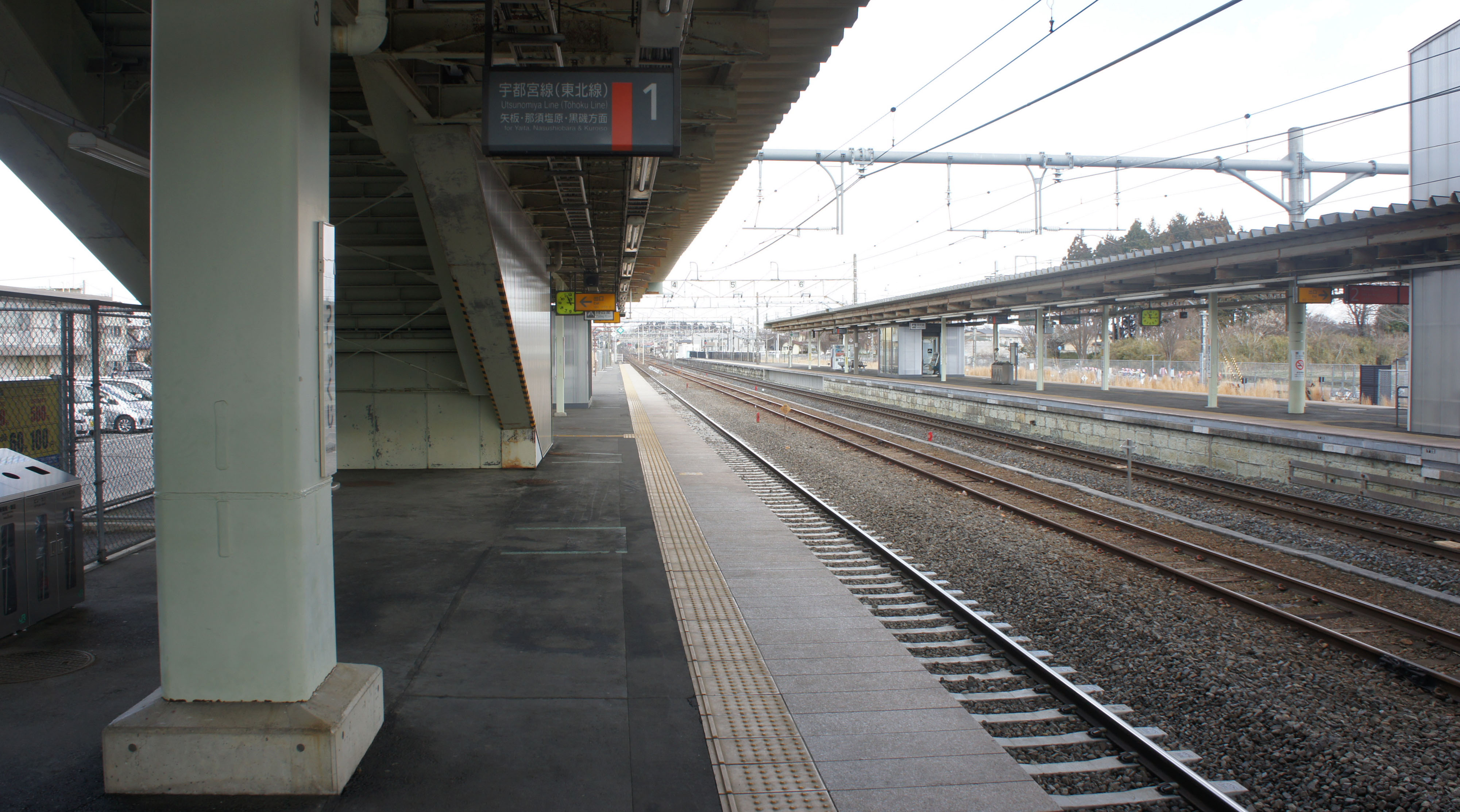
Vue du quai 1.